# Smrt Ayrtona Senne
Smrt Ayrtona Senne, trostrukog svjetskog prvaka u Formuli 1 dogodila se 1. svibnja 1994. godine na Velikoj nagradi San Marina na stazi Autodromo Enzo e Dino Ferrari u Italiji. Preminuo je kada se bolidom zabio u betonski zid. Dan ranije, Roland Ratzenberger preminuo je nakon što je bolidom udario u zid na kvalifikacijama za utrku. Njegova i Sennina nesreća bile su najgore od nekoliko nesreća koje su se dogodile taj vikend. Ujedno te dvije nesreće bile su kobne nakon dvanaest godina od zadnje smrtne nesreće u Formuli 1. Te nesreće su postale prekretnica sigurnosti u Formuli 1, što je dovelo do provedbe novih sigurnosnih mjera i ponovnog osnivanja zajednice vozača Grand Prix Drivers' Association. 

## Pozadina
Ayrton Senna je sezonu 1994. godine započeo u momčadi Williams F1 zajedno s momčadskim kolegom Damonom Hillom. U početku 1994. godine na testiranju bolida Williams FW16 na stazi Autódromo do Estoril Senna je izjavio da ima vrlo negativan osjećaj o vožnji bolida te njegovoj vožnji na granici. Kazao je da s bolidom nije imao ni jedan ugodan i siguran krug. Žalio se na udobnost i tvrdio da je to veoma loše za vozača. Nakon toga je Williams promijenio sjedište i volan, no Senna je izjavio da je bilo puno teže voziti po stazi od svih prijašnjih testiranja. Žalio se na nedostatak elektronike. Također je potvrdio da bolid ima karakteristike na koje se još nije priviknuo i da ga je to činilo napetim. Te godine Senna je imao najgori start u sezoni. Nije osvojio bodove na Velikoj nagradi Brazila i Velikoj nagradi Pacifika. Tada je Michael Schumacher vodio prvenstvo s dvadeset bodova više od Senne.

## Vikend

### Treninzi
U petak, Sennin prijatelj Rubens Barrichello koji je vozio za Jordan, prešao je preko rubnika na okuci Variante Bassa, te je pogodio ogradu s 225 kilometara na sat. U tom trenutku, Senna je izašao iz svog Williamsa i otišao u medicinski centar. Samo nekoliko minuta nakon nesreće, Barrichello se osvijestio. Nakon što je vidio da je Barrichello živ, vratio se u bolid i nastavio voziti. Na kraju treninga Senna je napustio svoj bolid, te je otišao do sjedišta Williamsa gdje je obavio intervjue s novinarima kojima je dao izjavu da treba obaviti pregled bolida zajedno sa svojim inženjerom Davidom Brownom. Nakon intervjua vratio se u garažu gdje je zajedno sa svojim inženjerom radio dva sata. Kasnije je stigao do hotela u Castel San Pietru gdje je telefonirao svoju djevojku Adriane Galisteu, kojoj je ispričao sve o nesreći Rubensa Barrichella.

### Kvalifikacije
U subotu ujutro, Senna je postavio osobno najbolje vrijeme od 1 minute i 22,03 sekunde, te je sustigao svog momčadskog kolegu Damona Hilla. Nakon što je izašao iz medicinskog centra, Barrichello je rekao Senni da se vraća natrag u Englesku gledati utrku na televiziji. U popodnevnim satima, započela je druga kvalifikacijska runda. Nakon 18 minuta, vozač Simteka Roland Ratzenberger izgubio je kontrolu nad bolidom pri 314 kilometara na sat kada je izgubio prednje krilo. Ratzenbergerov bolid udario je u betonski zid na okuci Villeneuve, a nakon udarca bolid se vratio na sredinu staze. Senna je gledao usporenu snimku nesreće, a zatim je otišao u pitlane u svoj bolid da bi se odvezao do mjesta nesreće. Kada je Senna stigao, Ratzenberger je odvežen u ambulantu. Nakon što je pregledao bolid, otišao je medicinskog centra gdje je od neurokirurga Sida Watkinsa doznao da je Ratzenberger preminuo. Oboje su napustili centar, te je Watkins predložio Senni da se povuče iz Formule 1 i da odu zajedno na ribolov. Senna mu je na to odgovorio da se ne može prestati utrkivati. Nakon toga Senna se vratio u garažu Williamsa gdje je ostao do kraja kvalifikacija, nakon kojih je otišao do svog kampa gdje se rasplakao i srušio na pod. Taj događaj je zabrinuo momčad Williamsa koja je dogovorila sastanak gdje su raspravljali o njegovom emocionalnom stanju. Senna se odbio pojaviti na konferenciji za novinare. Nakon svega nije kažnjen od strane međunarodne automobilističke federacije.

## Utrka i sudar
Na početku utrke sudarili su se Pedro Lamy i JJ Lehto. Suci utrke na stazu su izveli sigurnosni automobil Opel Vectra, kojeg je tada vozio Max Angelelli. Automobil je izveden na stazu da bi se počistili dijelovi dva bolida koja su sudjelovala u sudaru. Sigurnosni automobil ostao je na stazi pet krugova.
U sedmom krugu, drugom krugu utrkivanja, Sennin bolid je na zavoju Tamburello zbog puknuća stupa upravljača izletio s trkaće linije pri 310 kilometara na sat. Bolid je produžio ravno i udario u betonski zid. Telemetrija prikazuje da je izletio sa staze pri 310 kilometara na sat, te da je kočenjem bio u mogućnosti spustiti brzinu na 218 kilometara na sat. Nakon što je izletio s trkaće linije, trebalo mu je malo manje od dvije sekunde da udari u zid. Bolid je udario u zid pod malim kutom, otkinuvši prednji desni kotač i vrh nosa bolida. Nakon udara okrenuo se i zaustavio. Čim se bolid zaustavio, Senna je ostao nepomičan u kokpitu.
Nakon sudara vidjelo se da je Senna pretrpio ozbiljnu ozljedu, jer mu je glava bila nepomična i nagnuta na stranu. U sljedećoj sekundi glava mu se malo pomakla, dajući lažnu nadu. Utrka je prekinuta nakon jedne minute i devet sekundi poslije Senninog udara. Prošla je dosta vremena prije nego što su medicinske ekipe pristigle u pomoć. Oko bolida stajali su vatrogasci koji mu nisu smjeli pomoći prije nego što stignu liječnici. Helikopter iznad staze je snimao kako liječnici pomažu Senni, tako da je snimka viđena u cijelom svijetu. Poprište nesreće bilo je puno krvi. Medicinski stručnjaci su zaključili da je Senna pretrpio tešku ozljedu glave. Hitna traheotomija je napravljena uz stazu da bi se Senni moglo održati umjetno disanje.
Približno deset minuta nakon Sennine nesreće, nastao je nesporazum u pitstopu kada je vozač Larroussea Érik Comas izašao na stazu pod crvenom zastavom. Suci su spriječili Comasa da ne napravi sudar s medicinskim helikopterom koji je sletio na stazu. Profesor Sid Watkins, poznati svjetski neurokirurg te sigurnosni i medicinski delegat, kao i vođa medicinskog tima Formule 1 na stazi, izveo je traheotomiju na Senni i poslije izjavio da je Senna izgledao beživotno. Podigao mu je kapke i vidjevši zjenice zaključio da je Senna pretrpio ozbiljnu ozljedu mozga. Izvukli su ga iz kokpita i položili na tlo. Watkins je rekao da nakon što su to učinili, Senna je izdahnuo i da, iako je ireligiozna osoba, osjetio je da mu je duša otišla iz tijela u tome trenutku. U bolnici je otkriveno da je Senna u rukavu imao malu austrijsku zastavu. Novinari su kasnije zaključili da je pobjedu htio posvetiti Rolandu Ratzenbergeru.
Uzrok izlijetanja prema presudi Vrhonog suda Italije bilo je puknuće stupa upravljača zbog neadekvatno odrađenog produženja istog od strane Williamsovih mehaničara. Krivim je proglašen tadašnji tehnički direktor Williamsa Patrick Head, ali mu zbog zastare nije izrečena kazna.

## Unutarnje poveznice
- Popis kobnih nesreća u Formuli 1
- Velika nagrada San Marina 1994.